# Bornova Belediyespor
O Bornova Belediyespor, conhecido também apenas como Bornova Belediye, é um clube de basquetebol baseado em Bornova, Esmirna Turquia que atualmente disputa a TB2L. Manda seus jogos no Ginásio Esportivo Bornova Atatürk com capacidade para 2.500 espectadores.

## Histórico de Temporadas

### Masculino
| Temporada | Nível | Liga | Pos. | J     | PL  | Resultado          |
| --------- | ----- | ---- | ---- | ----- | --- | ------------------ |
| 2007-08   | 3     | EBBL | 1    |       |     | Promovido          |
| 2008-09   | 2     | TB2L | 2    | 17-5  | 4-2 | Promovidofinalista |
| 2009-10   | 1     | TBL  | 7    | 14-16 | 0-3 | Quartas de finais  |
| 2010-11   | 1     | TBL  | 15   | 8-22  |     | Rebaixado          |
| 2013-14   | 4     | EBBL | 6    | 2-10  |     |                    |
| 2014-15   | 4     | EBBL | 5    | 5-7   |     |                    |
| 2015-16   | 4     | EBBL | 1    | 9-1   | 7-3 |                    |
| 2016-17   | 4     | EBBL | 1    | 12-0  | 9-1 | Promovido          |
| 2017-18   | 3     | TB2L |      |       |     |                    |

- fonte:eurobasket.com mackolik.com

### Títulos departamento Masculino
Segunda divisão
- Finalista (1):2008-09